# Eupithecia multiplex
Eupithecia multiplex är en fjärilsart som beskrevs av Claude Herbulot 1954. Eupithecia multiplex ingår i släktet Eupithecia och familjen mätare. Inga underarter finns listade i Catalogue of Life.